# Cotesfield
Cotesfield est un village du comté de Howard, dans l'État du Nebraska, aux États-Unis. En 2020, il comptait une population de 29 habitants.